# البالاتیو
البالاتیو (به اسپانیایی: Albalatillo) یک شهرستان در اسپانیا است که در استان هوئسکا واقع شده‌است.

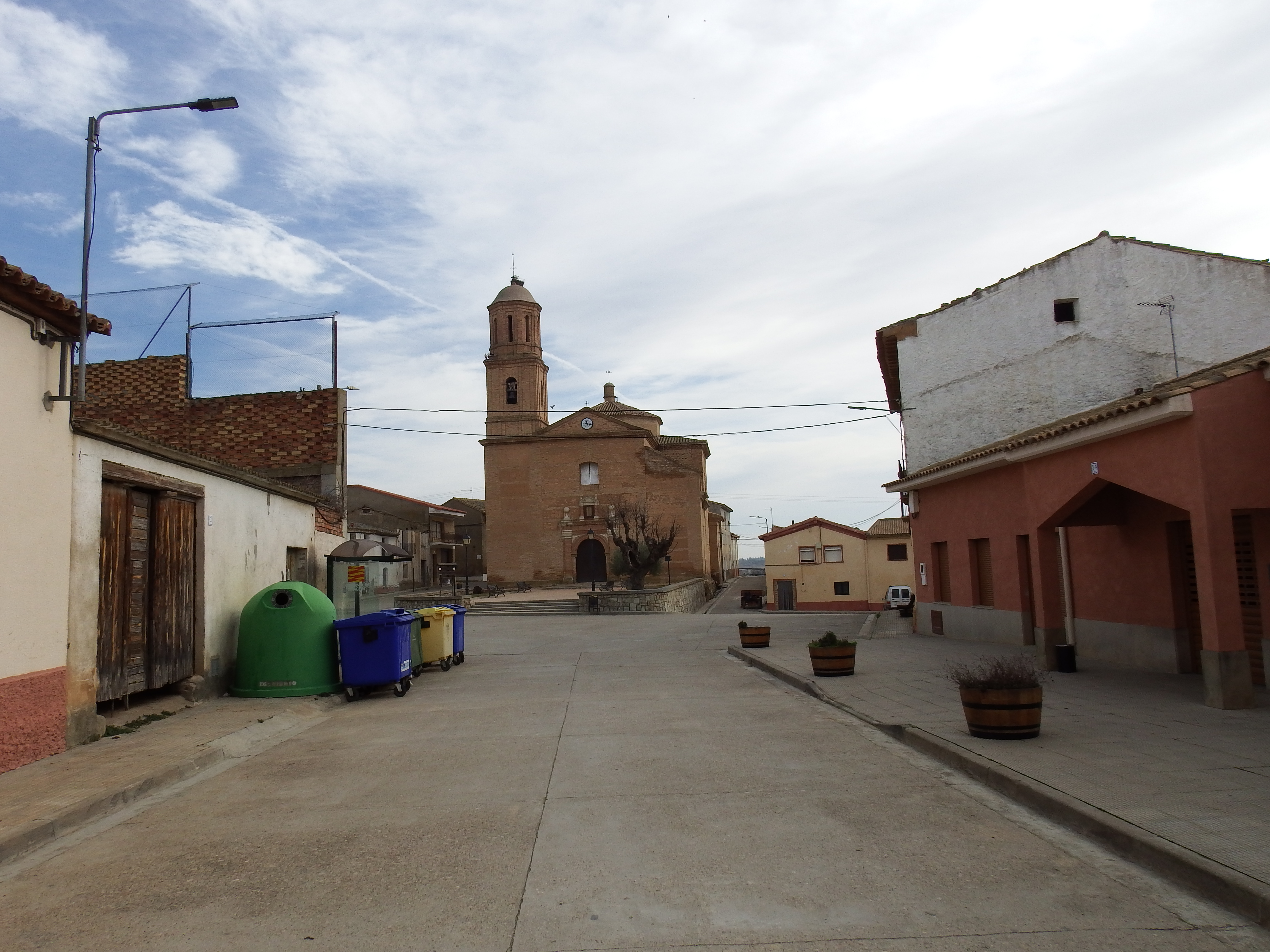